# پرینستون (ماساچوست)
پرینستون ، ماساچوست
پرینستون (به انگلیسی: Princeton) شهرکی در شهرستان ورچستر ایالت ماساچوست می‌باشد که در سال ۱۷۷۱ بنیان‌ گذاری شده‌ است. این شهرک در سرشماری سال ۲۰۱۰ میلادی ، ۳٬۴۱۳ نفر جمعیت داشته‌ است.